# Série 7400

Um circuito integrado 7400

A série 7400 de CIs TTL ostenta a importância histórica de ter sido a primeira família de CIs lógicos de uso amplo. Foi utilizada na construção de minicomputadores e mainframes nos anos 1960 e 1970. Várias gerações de descendentes eletricamente compatíveis da família original tornaram-se o padrão de facto de componentes da indústria eletrônica por mais de 40 anos.
O DIP de 14 pinos visto ao lado é um exemplo de um componente da série 7400. O CI contém quatro portas NAND de duas entradas. Cada porta usa dois pinos para entrada e um pino para saída, sendo os dois contatos adicionais usados para o suprimento de energia (+5 V) e a conexão do terra.
A série 7400 contém centenas de dispositivos que provêem desde portas lógicas básicas, flip-flops e contadores, a transceptores de barramento de uso específico e ULAs. Funções específicas são descritas numa lista dos circuitos integrados da série 7400.
A antiga União Soviética produziu o K155ЛA3 que era eletricamente compatível com o componente 7400 fabricado nos EUA.

## Uso moderno
Presentemente, versões baratas CMOS montadas sobre superfícies da série 7400 são usadas em eletrônica de consumo e para glue logic em computadores e eletrônica industrial, em conjunto com variações modernas da igualmente importante série 4000. Os componentes mais rápidos são aqueles montados sobre superfícies, mas dispositivos thru-hole, os quais são muito úteis no desenvolvimento rápido de protótipos, também estão prontamente disponíveis.
Como a série 4000, as novas versões CMOS da série 7400 são também perfeitamente utilizáveis como amplificadores análogos (freqüentemente de áudio) usando feedback negativo (similar ao dos amplificadores operacionais, com uma única saída invertida).

## Galeria

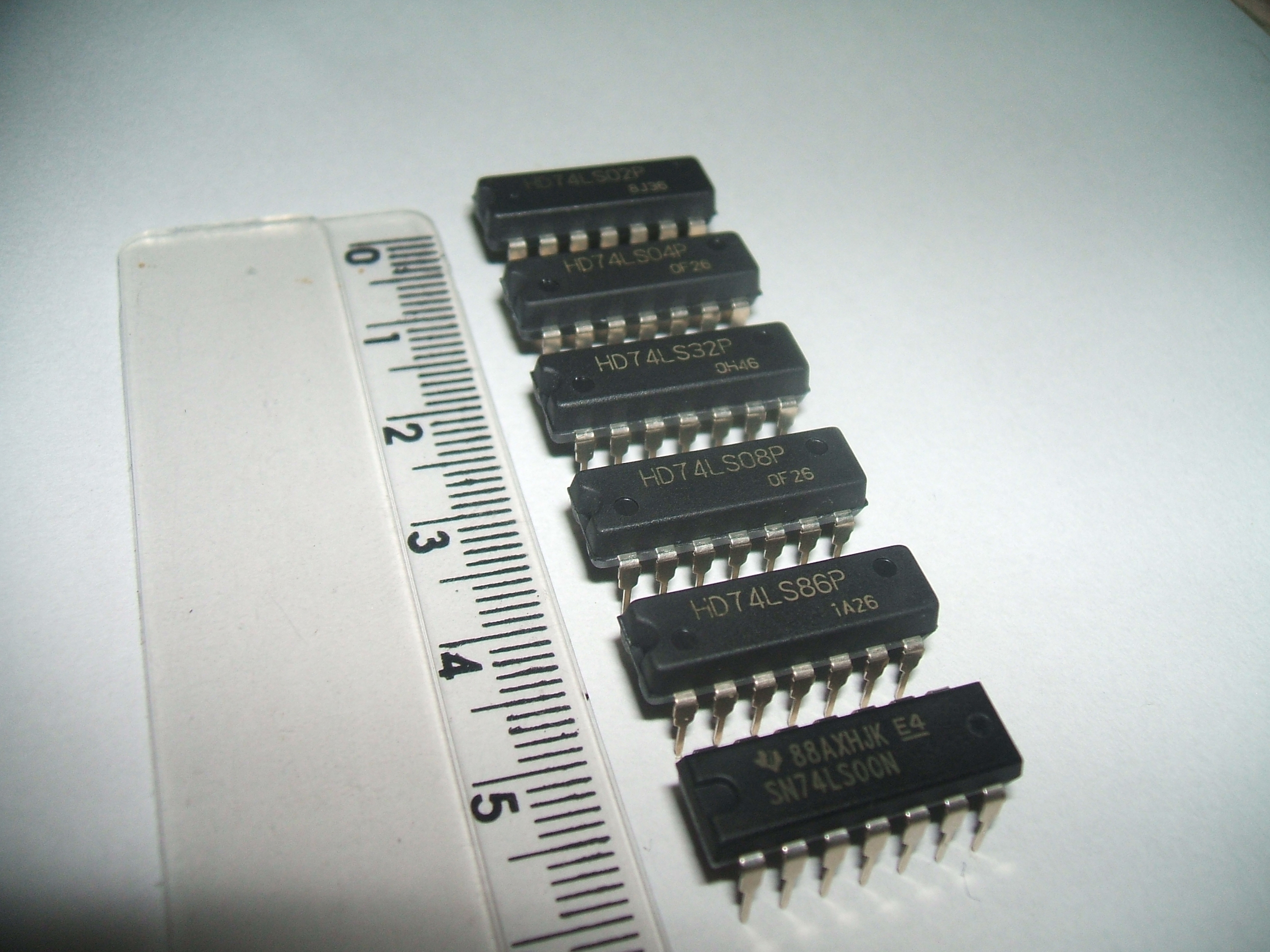
CIs da Serie 7400
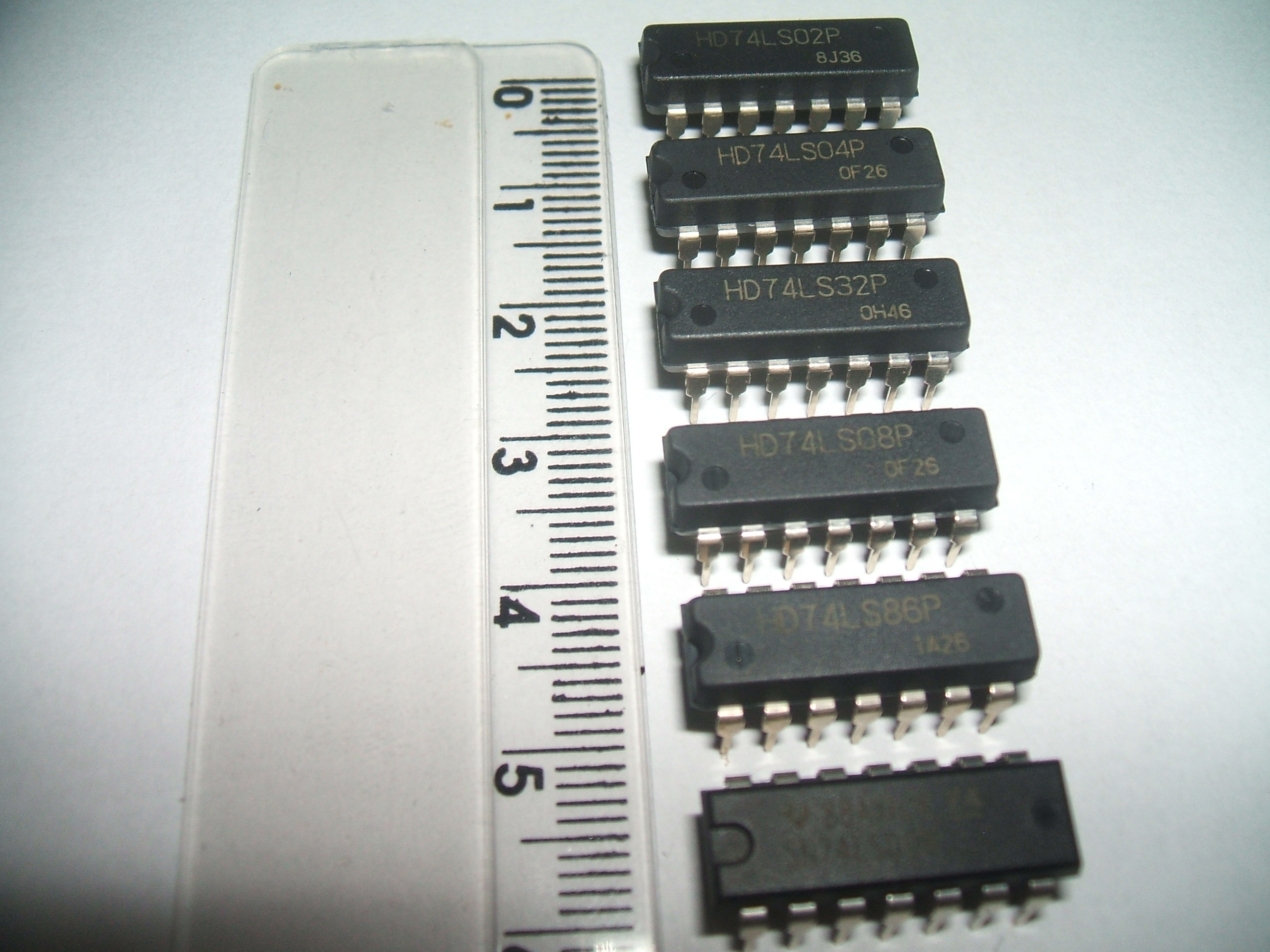
CIs da Serie 7400
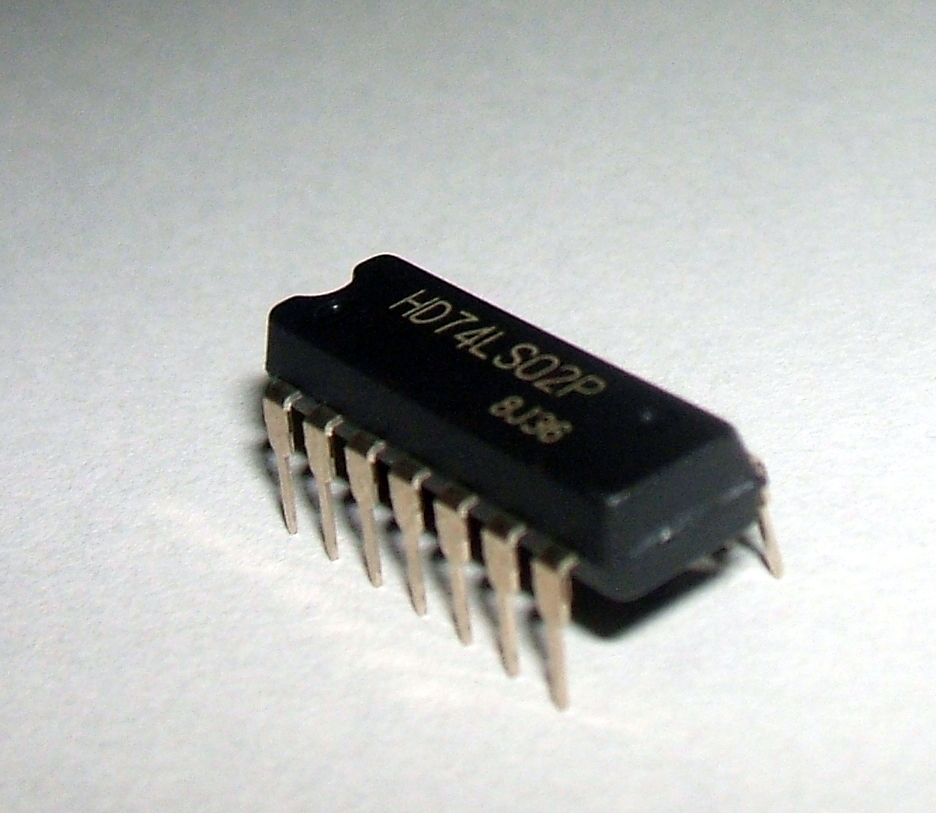
CI 7402 (HD74LS02P)